# Göteborgs folkbank
Göteborgs folkbank var en bankrörelse som drevs i aktiebolagsform, och startades 1871 av Göteborgs Arbetareförening. 
Banken hade sitt huvudkontor i Göteborg och två avdelningskontor i staden. År 1932 hade Göteborgs folkbank en omslutning på 19,2 miljoner kronor, varav 3,5 miljoner var aktiekapital.
Göteborgs Folkbank uppgick 1945 i Jordbrukarbanken som efter ytterligare ett par fusioner blev en del av Nordea.